# Мини-футбол в Одесской области

Эмблема Комитета мини-футбола Одесской области — первой организации, проводившей на Одесщине официальные соревнования по мини-футболу среди любительских команд

Логотип Ассоциации мини-футбола Одессы

Ми́ни-футбо́л — один из самых популярных и массовых видов спорта в Одесской области. Профессиональные и любительские соревнования по мини-футболу на территории Одесской области проводят Ассоциация мини-футбола Одесской области и Федерация мини-футбола Одессы. Кроме того, в Одессе проводился и проводится целый ряд массовых любительских турниров, среди которых выделялись и выделяются — Бизнес-лига, НЛО (Народная Лига Одессы), Ф.Л.А.Г. (Футбольная лига Андрея Голубова) и МИФ-Лига (ранее — Центролига).
Не менее популярны и международные турниры «Кубок Порта», «Белая акация», Кубок на призы Валерия Водяна, Кубок МФК «Одесса», «Бархатная осень» и юношеский турнир памяти Александра Козаченко, в которых принимают участие команды Украины, России, Молдавии, Болгарии, Узбекистана и других стран ближнего и дальнего зарубежья.

## История
История одесского мини-футбола берёт своё начало в начале восьмидесятых. В 1987 инициативной группе (Игорь Зайцев, Евгений Молдавский и др.) удалось организовать соревнование на городском уровне. Тогда — летом 1987 года — команда «Ювентус» выиграла первый полуофициальный чемпионат города на резиновом участке стадиона «Спартак». А в 1989 году одесская команда «Маяк» приняла участие в финальном турнире неофициального чемпионата СССР, который проходил в Новосибирске, и заняла 4-е место.
Целенаправленно развиваться одесский мини-футбол начал в 1993 году, когда Анатолий Колдаков и Евгений Армер, при поддержке руководителя «Норд-Банка» Валерия Перминова, создали первую одесскую профессиональную мини-футбольную команду «Одесса-Норд». В сентябре 1993 года она стартовала в первенстве Украины среди команд первой лиги. В сезоне-1993/94 команда заняла 3-е место в первой лиге и получила право играть в высшей лиге чемпионата страны. В первом высшелиговом сезоне одесситы заняли девятое место. Сам сезон ознаменовался тем, что во втором круге в команду на должность старшего тренера пришел Валерий Водян, Евгений Армер стал начальником команды, а коллектив перешел под юрисдикцию Одесской железной дороги и стал носить новое имя — «Локомотив». В сезоне-1995/96 «Локомотив», первым из одесских команд, привёз в родной город золотые медали чемпионата Украины. В сезонах 1996/97 и 1997/98 «Локомотив» также становился чемпионом и дважды выигрывал Кубок страны.
После расформирования легендарного клуба Одесса долгое время оставалась за бортом всеукраинских соревнований, и активно мини-футбол культивировался лишь на любительском уровне, не считая выступлений одесских команд в первой лиге и Кубке страны. Одесскому «Атлетику» в 2005 году удалось завоевать путёвку в элиту, но от неё команда отказалась из-за нехватки финансов. В 2007 году этим правом воспользовался одесский «Маррион», но и эта команда просуществовала недолго.
Любительский мини-футбол в Одесской области активно культивируется с 1995 года. Сначала Комитет мини-футбола областной федерации футбола (председатель — Владимир Копяк), а с 2000 года — Ассоциация мини-футбола Одесской области проводят чемпионаты и кубковые розыгрыши, первенства среди взрослых команд, ветеранов и юношей.

## Команды мастеров Одесской области

### «Локомотив» Одесса
Первый профессиональный мини-футбольный клуб Одессы. Основан в 1993 году под названием «Одесса-Норд». Один из самых титулованных клубов в истории украинского мини-футбола. Трижды подряд выигрывал чемпионат (1996, 1997, 1998) и дважды подряд Кубок Украины (1997, 1998). В 1997 году занял 4-е место на Турнире европейских чемпионов в Москве. Сразу после «золотого» сезона-1997/98 звёздный состав команды был расформирован из-за отказа Одесской железной дороги продолжать финансирование. Молодёжный состав перевели в первую лигу, но после сезона-1998/99 клуб окончательно прекратил существование, оставив о себе лишь яркие воспоминания.

### «Эвербак» Одесса
Вторая профессиональная мини-футбольная команда Одессы. Была организована 16 февраля 1994 года на базе любительского коллектива «Маяк», который в 1989 году в Новосибирске стал четвёртым в первом неофициальном чемпионате СССР. В сезоне-1994/95 «Эвербак» дебютировал в чемпионате Украины, став победителем первой лиги. Однако составить компанию «Локомотиву» в высшей лиге не смог — после завершения победного сезона команда потеряла финансовую поддержку и прекратила своё существование.

### «Смена» Южный
Мини-футбольная команда из Южного. Выступала в первой лиге чемпионата Украины в сезоне-1993/94. Во втором круге выступала в альянсе с котовским «Рико». Финишировала на 7-м месте. После этого сезона под разными названиями выступала в областных любительских соревнованиях.

### «Море» Ильичёвск
Мини-футбольный клуб из Ильичёвска. Основан в 1997 году. В этом же году дебютировал в высшей лиге чемпионата Украины, минуя первую, и провёл в элите украинского футзала семь сезонов подряд. Наивысшее достижение — 6-е место в сезоне-2002/03. В Кубке Украины команда пять раз добиралась до четвертьфинала. В 2004 году из-за финансовых проблем клуб был расформирован.

### «Чёрное море» Одесса
Мини-футбольный клуб из Одессы. Основан в 2000 году. В сезоне-2000/01 в альянсе со СКА дебютировал в первой лиге чемпионата Украины. Учитывая тренерский состав (главный тренер — Евгений Армер, тренер-консультант — Валерий Водян), на команду возлагались большие надежды по возвращению Одессы в элиту украинского футзала. Но заняв третье место в своей территориальной зоне, «черноморцы» не сумели пробиться в финальный этап, и после сезона были расформированы. Спустя несколько лет команда возродилась как ветеранский клуб, и в 2006 году стала чемпионом Украины в категории 35+. Впоследствии ведомый Сергеем Торшиным, Михаилом Сарычевым и Николаем Ткачуком клуб стал самым титулованным в ветеранском мини-футболе страны — многократным чемпионом и обладателем Кубка Украины, победителем и призёром всеукраинских и международных турниров. В его составе выступали и выступают заслуженные мастера спорта, призёры чемпионатов мира и Европы.

### СКА Одесса
Одесская армейская команда 9-го СКА дважды участвовала в чемпионате Украины среди клубов первой лиги (2001/02, 2002/03) самостоятельным коллективом. Оба раза оказывалась за бортом финальных турниров.

### «Атлетик» Одесса
Команда основана в 1998 году. В 2000 году клуб получил финансовую поддержку, и уже под руководством президента Александра Макаренко и играющего главного тренера Кирилла Красия стал вице-чемпионом и обладателем Кубка Одессы. На всеукраинской арене команда дебютировала в сезоне-2002/03 — в первой лиге одесситы финишировали на 4-м месте Западной зоны, и не сумели попасть в число шести финалистов. Но год спустя эта неудача была компенсирована — став третьим в Восточной зоне, «Атлетик» вышел в финальный этап, в котором стал вторым после ивано-франковского «Урагана», и вместе с малыми серебряными медалями получил путёвку в высшую лигу. Однако воспользоваться ей не смог — из-за дефицита бюджетных средств от повышения в классе и продолжения выступлений в первой лиге было решено отказаться, а впоследствии команда была расформирована.

### «Маррион» Одесса
Команда основана в 2005 году. В сезоне-2005/06 дебютировала в турнире сильнейших команд одесской Бизнес-лиги, и уже в сезоне-2006/07 стала его победителем. Летом 2007 года команда усилилась футзалистами юношеского клуба «Локомотив», выигравшего первую лигу Украины при спонсорской поддержке «Марриона», и в сезоне-2007/08 заявился к участию в высшей лиге чемпионата страны — ровно спустя десять лет после последнего сезона с участием легендарного «Локомотива». Сезон получился ярким — атакующая, эмоциональная игра команды до последних туров позволяла претендовать на медали чемпионата, и в итоге от бронзы «Маррион» отделили всего три очка. Сезон-2008/09 получился не таким ярким: локальные неудачи преследовали команду с первых туров, и не позволили подняться выше итогового двенадцатого места. А с учётом финансовых трудностей, после этого сезона руководство клуба отказалось от дальнейших выступлений на профессиональном уровне.

### «Ильичёвец» Ильичёвск
Команда основана в 90-е годы. Первое время выступала на областном уровне. Чемпион области 2001 года. В сезоне-2006/07 дебютировала в первой лиге Украины (7-е место в Западной зоне). Победитель первой лиги Украины сезона-2007/08. Несмотря на победу и право повыситься в классе, ильичёвцы прекратили выступления в профессиональном футзале.

### МФК «Одесса»
Команда основана в 2010 году. Пять сезонов подряд (2010/11, 2011/12, 2012/13, 2013/14, 2014/15) участвовала в чемпионате Украины среди команд первой лиги. Наивысшее достижение — 4-е место в сезоне-2013/14.

### «Uni-Laman» Ильичёвск
Клуб основан в Одессе в 2008 году. За несколько лет сумел войти в число лидеров одесского любительского футзала. Становился призером чемпионата (2012, 2015 — бронза, 2013 — серебро), обладателем Кубка (2015) и Суперкубка (2015) города. В 2012 году стал победителем международного турнира «Белая акация». А в дебютном сезоне-2015/16 на всеукраинском уровне стал бронзовым призёром чемпионата страны. При этом стал представлять Ильичёвск. В сезоне-2016/17 дебютировал в Экстра-лиге, и занял последнее место, не сумев одержать ни одной победы. В сезоне-2017/18 провёл в чемпионате семь туров, и снялся с розыгрыша — все результаты сыгранных встреч были аннулированы.

### «Деливери»
Команда основана в 2013 году в Донецке. В том же году стала обладателем Кубка освобождения Донбасса и чемпионом первой лиги летнего первенства Донецка. В сезоне-2013/14 выиграла высшую лигу Донецка.  А летом 2014-го заявилась с сильнейшую лигу летнего первенства, но доиграть эти соревнования не смогла из-за войны. Команда перебралась в Одессу —  родной город своего главного тренера Олега Безуглого, и в первом же сезоне стала его чемпионом. В сезоне-2015/16 «Деливери» дебютировал в первой лиге Украины, добрался до финального этапа и проиграл в решающей встрече за третье место. А в сезоне-2016/17 стал вторым, уступив в финале «СумДУ».

### МКВ Одесса
Команда основана в 2010 году. Первоначально выступала в низших дивизионах чемпионата Ф.Л.А.Г. В сезоне-2013/14 сенсационно дошла до четвертьфинала Кубка Украины, стартовав с квалификации, где принимают участие любительские коллективы. Чемпион (2016, 2017, 2018) и обладатель Кубка (2014, 2017) Одессы. В сезоне-2016/17 впервые приняла участие в чемпионате страны среди команд второй лиги (1/8 финала), а в сезоне-2017/18 дебютировала в первой и завоевала серебряные медали.

### «Эпицентр К Авангард» Одесса
Команда основана в 2014 году. Вице-чемпион и финалист Кубка Одессы 2016 года. Бронзовый призёр первой лиги Украины (2017). В сезоне-2017/18 дебютировала в украинской Экстра-лиге.

### «Эпицентр К Таирова» Одесса
Команда основана в 2011 году. В сезоне-2017/18 - чемпион Украины среди команд второй лиги, вице-чемпион Премьер-Лиги Одессы.

## Официальные любительские соревнования

### Чемпионат области
Главное областное любительское соревнование по мини-футболу. Первый чемпионат в сезоне-1996/97 прошёл под эгидой Комитета мини-футбола областной федерации футбола. В настоящее время ежегодно проводится Ассоциацией мини-футбола Одесской области. Также ежегодно проводится первенство области среди ветеранов 35 лет и старше памяти Виктора Дукова. Первые официальные соревнования среди ветеранов в категории 35+ были посвящены Анатолию Колдакову. В 2001-м и 2002 годах эти соревнования проводились среди 40-летних ветеранов, которые со временем были преобразованы в Кубок памяти Николая Березского — первого президента «Локомотива».

#### Все призёры
| Сезон   | Чемпион                      | 2 место                  | 3 место                         | Количество участников | Результативность (в среднем) |
| ------- | ---------------------------- | ------------------------ | ------------------------------- | --------------------- | ---------------------------- |
| 1996/97 | «Локомотив-2» Одесса         | «Лилия» Одесса           | СКА Одесса                      | 9                     | 853 (10,9)                   |
| 1997/98 | СК «Южный»                   | «Дорожник» Одесса        | «Кондор» Рени                   | 6                     | 403 (12,2)                   |
| 1998/99 | «Дорожник» Одесса            | СК «Южный»               | «Фемида» Одесса                 | 5                     | 206 (10,3)                   |
| 1999/00 | «Одессарыбвод» Беляевка      | «Телеком» Одесса         | «АСКА» Ильичёвск                | 7                     | 531 (12,6)                   |
| 2000/01 | «Ильичёвец» Ильичёвск        | ФК «Беляевка»            | «Докер» Южный                   | 4                     | 154 (12,8)                   |
| 2001/02 | «Энергия» Одесса             | «Таможенник» Беляевка    | ОТС Одесса                      | 11                    | 739 (11,9)                   |
| 2002/03 | «ЛТЦ-23» Беляевка            | «Хлебодар» Ивановка      | «Энергия» Одесса                | 3                     | 65 (10,8)                    |
| 2003/04 | «Промрынок 7 км» Одесса      | «Южный ветер» Южный      | «Придунаец» Килия               | 19                    | 552 (9,9)                    |
| 2004/05 | «Глория» Одесса              | «Промрынок 7 км» Одесса  | ОПЗ Южный                       | 24                    | 961 (10,8)                   |
| 2005/06 | «Атлетик» Великая Михайловка | «Спартак» Раздельная     | «Овидий» Овидиополь             | 24                    | 757 (9,1)                    |
| 2006/07 | «Овидий» Овидиополь          | «Заря» Кодыма            | «Давос» Килия                   | 31                    | 1009 (7,8)                   |
| 2007/08 | ФК «Беляевка»                | «Овидий» Овидиополь      | «Спартак» Раздельная            | 28                    | 826 (8,6)                    |
| 2008/09 | «Овидий» Овидиополь          | «Ташбунар» Каменка       | «Спартак» Раздельная            | 26                    | 767 (8,1)                    |
| 2009/10 | «Промрынок 7 км» Одесса      | «Овидий» Овидиополь      | «Спартак» Раздельная            | 31                    | 977 (7,9)                    |
| 2010/11 | «Прогресс» Коминтерновское   | Сб. Овидиопольского р-на | «Спартак» Раздельная            | 31                    | 1070 (9,1)                   |
| 2011/12 | «Рион» Ильичёвск             | «Спартак» Раздельная     | Сб. Овидиопольского р-на        | 30                    | 1164 (9,9)                   |
| 2012/13 | Сб. Овидиопольского р-на     | «Спартак» Раздельная     | «Прогресс» Коминтерновское      | 21                    | 532 (8,7)                    |
| 2013/14 | СК «Кодыма»                  | «Спартак» Раздельная     | «Прогресс» Коминтерновское      | 16                    | 358 (10,5)                   |
| 2014/15 | «Спартак» Раздельная         | СК «Кодыма»              | СК «Дачное»                     | 20                    | 387 (8,2)                    |
| 2015/16 | Сб. Овидиопольского р-на     | «Спартак» Раздельная     | «Черноморская Ривьера» Фонтанка | 18                    | 400 (8,7)                    |
| 2016/17 | «Спартак» Раздельная         | Сб. Измаильского р-на    | Сб. Великомихайловского р-на    | 24                    | 577 (7,7)                    |
| 2017/18 | «Чайка» Холодная Балка       | Сб. Раздельнянского р-на | Сб. Овидиопольского р-на        | 19                    | 404 (8,2)                    |
| 2018/19 | «Чайка» Холодная Балка       | Сб. Овидиопольского р-на | «Спартак» Раздельная            | 17                    | 346 (8,7)                    |

| Сезон   | Чемпион                         | 2 место                       | 3 место                            | Количество участников | Результативность (в среднем) |
| ------- | ------------------------------- | ----------------------------- | ---------------------------------- | --------------------- | ---------------------------- |
| 1999/00 | «Днестр» Овидиополь             | «Днестр-2» Овидиополь         | «Ностальжи» Ильичевск              | 7                     | 346 (8,2)                    |
| 2000/01 | «Днестр» Овидиополь             | «Хлебодар» Ивановка           | «Днестровец» Белгород-Днестровский | 5                     | 232 (11,6)                   |
| 2001/02 | «Хлебодар» Ивановка             | «Днестр» Овидиополь           | «Райгосадминистрация» Овидиополь   | 5                     | 237 (11,9)                   |
| 2002/03 | «Хлебодар» Ивановка             | ФК «Овидиополь»               | «Аккаржа» Великодолинское          | 4                     | 128 (10,7)                   |
| 2003/04 | «Хлебодар» Ивановка             | «Колос» Татарбунары           | «Спартак» Раздельная               | 18                    | 338 (8,9)                    |
| 2004/05 | «Хлебодар» Ивановка             | «Спартак» Раздельная          | КАПО Коминтерновское               | 15                    | 307 (8,5)                    |
| 2005/06 | «Хлебодар» Ивановка             | «Черное море» Одесса          | «Овидий» Овидиополь                | 26                    | 693 (6,7)                    |
| 2006/07 | «Овидий» Овидиополь             | «Спартак» Раздельная          | СКАД Болград                       | 26                    | 641 (6,7)                    |
| 2007/08 | «Хлебодар» Ивановка             | «Овидий» Овидиополь           | ФК «Кодыма»                        | 20                    | 413 (6,4)                    |
| 2008/09 | «Черное море» Одесса            | ФК «Балта»                    | «Овидий» Овидиополь                | 23                    | 508 (7,2)                    |
| 2009/10 | «Черное море» Одесса            | «Колос» Белгород-Днестровский | «Атлетик» Великая Михайловка       | 21                    | 398 (6,5)                    |
| 2010/11 | «Черное море» Одесса            | Сб. Овидиопольского р-на      | «Ветеран» Кодыма                   | 23                    | 462 (6,7)                    |
| 2011/12 | «Ветеран» Кодыма                | «Ремонтник» Котовск           | Сб. Овидиопольского р-на           | 18                    | 358 (8,1)                    |
| 2012/13 | «Днестр» Овидиополь             | АФ «Кодыма»                   | «Атлетик» Великая Михайловка       | 14                    | 216 (6,97)                   |
| 2013/14 | Сб. Белгород-Днестровского р-на | «Экспресс-Мед» Кодыма         | «Бриз» Измаил                      | 10                    | 161 (8,1)                    |
| 2014/15 | «Бриз» Измаил                   | «Днестр» Овидиополь           | АФ «Кодыма»                        | 13                    | 195 (6,96)                   |
| 2015/16 | Сб. Овидиопольского р-на        | «Днестр» Овидиополь           | Сб. Раздельнянского р-на           | 15                    | 251 (6,97)                   |
| 2016/17 | «Днестр» Овидиополь             | Сб. Измаильского р-на         | Сб. Раздельнянского р-на           | 16                    | 273 (7,4)                    |
| 2017/18 | Сб. Овидиопольского р-на        | Сб. Татарбунарского р-на      | «Атлетик» Великая Михайловка       | 15                    | 289 (8,3)                    |
| 2018/19 | «Чайка» Холодная Балка          | Сб. Овидиопольского р-на      | Сб. Лиманского р-на                | 15                    | 278 (7,9)                    |

| Сезон   | Чемпион                   | 2 место                            | 3 место                           | Количество участников | Результативность (в среднем) |
| ------- | ------------------------- | ---------------------------------- | --------------------------------- | --------------------- | ---------------------------- |
| 2000/01 | «Шустов» Великодолинское  | «Днестровец» Белгород-Днестровский | «Хлебодар» Ивановка               | 5                     | 108 (10,8)                   |
| 2001/02 | «Хлебодар» Ивановка       | «Райгосадминистрация» Овидиополь   | «Ильичёвец» Ильичёвск             | 4                     | 56 (9,3)                     |
| 2005/06 | «СКАД» Болград            | ФК «Беляевка»                      | ФК «Кодыма»                       | 3                     | 27 (9,0)                     |
| 2006/07 | «Хлебодар» Ивановка       | «Овидий» Овидиополь                | «СКАД» Болград                    | 8                     | 76 (6,9)                     |
| 2007/08 | «СКАД» Болград            | «Астра» Великодолинское            | ФК «Кодыма», «Спартак» Раздельная | 10                    | 80 (5,0)                     |
| 2008/09 | «Ветеран» Болград         | «Атом» Татарбунары                 | ФК «Раздельная»                   | 4                     | 31 (7,8)                     |
| 2009/10 | ФК «Кодыма»               | ФК «Балта»                         | «СКАД» Болград                    | 9                     | 76 (6,3)                     |
| 2010/11 | «Дента-Миров» Татарбунары | «Спартак» Раздельная               | «Ветеран» Кодыма                  | 9                     | 39 (3,3)                     |
| 2011/12 | СК «Лабушна» Лабушное     | ФК «Балта»                         | «Ветеран» Кодыма                  | 9                     | 38 (3,2)                     |
| 2012/13 | «Бергнер» Одесса          | «Спартак» Раздельная               | АФ «Кодыма»                       | 4                     | 32 (5,3)                     |
| 2013/14 | СК «Лабушна» Лабушное     | ФК «Балта»                         | «Атлетик» Великая Михайловка      | 4                     | 22 (3,7)                     |
| 2014/15 | «Днестр» Овидиополь       | Сб. Раздельнянского р-на           | СК «Кодыма»                       | 5                     | 42 (7,0)                     |
| 2015/16 | СК «Лабушна» Лабушное     | «Бирзула» Котовск                  | «Атлетик» Великая Михайловка      | 7                     | 57 (5,2)                     |
| 2016/17 | ФК «Балта»                | СК «Лабушна» Лабушное              | «Ветеран-2011» Беляевка           | 9                     |                              |
| 2017/18 | Сб. Раздельнянского р-на  | Сб. Великомихайловского р-на       | «Любава» Любашёвка                | 4                     | 22 (3,7)                     |

### Чемпионат Одессы
Первый чемпионат города по мини-футболу был проведён в сезоне-1997/98. Он был организован комитетом мини-футбола городской федерации футбола. Ныне чемпионат областного центра проводится среди взрослых команд и команд ветеранов в нескольких возрастных категориях. В сезоне-2008/09 чемпион города среди взрослых команд определялся в высшем дивизионе одесской Бизнес-лиги, а в сезоне-2009/10 чемпионский титул среди 35-летних ветеранов был разыгран в ветеранском турнире Бизнес-лиги — Мастер-лиге. С сезона-2015/16 высшая лига чемпионата города среди взрослых команд стала именоваться Премьер-лигой.

#### Все призёры
| Сезон   | Чемпион           | 2 место               | 3 место           | Количество участников | Результативность (в среднем) |
| ------- | ----------------- | --------------------- | ----------------- | --------------------- | ---------------------------- |
| 1997/98 | «Феникс»          | «Энергия»             | СКА-9             | 16                    | 1326 (11,1)                  |
| 1998/99 | «Виктория»        | «Энергия»             | СКА-9             | 11                    | 1277 (11,6)                  |
| 1999/00 | «Виктория»        | «Динамо»              | ВМСУ              | 12                    | 1340 (10,2)                  |
| 2000/01 | «Виктория»        | «Атлетик»             | ОТС               | 14                    | 1907 (10,5)                  |
| 2001/02 | «Амина-ОГАПТ»     | ОТС                   | «Виафарм»         | 4                     | 267 (14,8)                   |
| 2002/03 | ОТЭ               | «Илон-СПС»            | «Союз-Мет»        | 10                    | 1144 (12,7)                  |
| 2003/04 | ОТЭ               | «ЛУКойл»              | «Промрынок 7 км»  | 16                    | 2727 (11,3)                  |
| 2004/05 | «Промрынок 7 км»  | ОТЭ                   | «Глория»          | 10                    | 737 (8,2)                    |
| 2005/06 | «Глория»          | ОТЭ                   | «Промрынок 7 км»  | 12                    | 1190 (9,0)                   |
| 2006/07 | «Глория»          | ОТЭ                   | «Промрынок 7 км»  | 11                    | 1036 (9,4)                   |
| 2007/08 | «Глория»          | «Капитал»             | ТГО               | 6                     | 443 (7,4)                    |
| 2008/09 | «Промрынок 7 км»  | «Элефант»             | ТГО               | 12                    | 811 (6,1)                    |
| 2009/10 | «Ришелье»         | «Энергетик-ЦРЭС»      | «Марс»            | 5                     | 239 (11,9)                   |
| 2010/11 | ТГО               | ПСВ                   | «Элефант-Юг»      | 10                    | 760 (8,4)                    |
| 2011/12 | «Клумба»          | ТГО                   | «Uni-Laman Group» | 8                     | 484 (8,6)                    |
| 2012/13 | ТГО               | «Uni-Laman Group»     | «Клумба»          | 8                     | 444 (7,9)                    |
| 2013/14 | ТГО               | МКВ                   | «Чёрное море»     | 5                     | 188 (6,3)                    |
| 2014/15 | «Деливери» Донецк | МКВ                   | «Uni-Laman Group» | 10                    | 669 (7,4)                    |
| 2015/16 | МКВ               | «Эпицентр К Авангард» | «Чёрное море»     | 8                     | 396 (7,1)                    |
| 2016/17 | МКВ               | ПСВ                   | «Чёрное море»     | 9                     | 523 (7,2)                    |
| 2017/18 | МКВ               | «Эпицентр К Таирова»  | «Чёрное море»     | 10                    | 626 (6,9)                    |
| 2018/19 | «Чёрное море»     | «Sea Gate»            | ПСВ               | 9                     | 544 (7,6)                    |
| 2019/20 | «LEX»             | ПСВ                   | «Hermes»          | 7                     | 442 (8,2)                    |

| Сезон   | Чемпион             | 2 место             | 3 место             | Количество участников | Результативность (в среднем) |
| ------- | ------------------- | ------------------- | ------------------- | --------------------- | ---------------------------- |
| 1998/99 | «Ришелье»           |                     |                     | 5                     |                              |
| 1999/00 | «Ришелье»           | «Динамо»            | «Инстрой»           | 8                     | 473 (8,5)                    |
| 2000/01 | «Ришелье»           | «Динамо»            | «Космос-ПВО-1»      | 7                     | 399 (9,5)                    |
| 2001/02 | «Ришелье»           | «Отрада»            | «Нептун»            | 8                     | 403 (7,2)                    |
| 2002/03 | «Ришелье»           | «Хлебодар» Ивановка | «Отрада»            | 8                     | 369 (6,6)                    |
| 2003/04 | «Ришелье»           | «Инстрой»           | «Хлебодар» Ивановка | 10                    | 578 (6,4)                    |
| 2004/05 | «Ришелье»           | «Хлебодар» Ивановка | «Укрпочта-Одесса»   | 12                    | 926 (7,0)                    |
| 2005/06 | «Хлебодар» Ивановка | «Ришелье»           | «Укрпочта-Одесса»   | 13                    | 1131 (7,3)                   |
| 2006/07 | «Чёрное море»       | «Ришелье»           | «Таврия В»          | 12                    | 805 (6,1)                    |
| 2007/08 | «Чёрное море»       | «Ришелье»           | «СоцКом Банк»       | 13                    | 823 (5,3)                    |
| 2008/09 | «Ришелье»           | «Валволайн»         | «СоцКом Банк»       | 10                    | 703 (7,8)                    |
| 2009/10 | «Чёрное море»       | «Валволайн»         | «Таврия В»          | 10                    | 669 (7,4)                    |
| 2010/11 | «Чёрное море»       | «Ришелье»           | «Таврия В»          | 7                     | 356 (8,5)                    |
| 2011/12 | «Ришелье»           | «Чёрное море»       | «Глория»            | 8                     | 465 (8,3)                    |
| 2012/13 | «Чёрное море»       | «Ришелье»           | «Экспресс-Мед»      | 9                     | 617 (8,6)                    |
| 2013/14 | «Чёрное море»       | «Ришелье»           | ПСВ                 | 7                     | 301 (7,2)                    |
| 2014/15 | «Глория»            | «Чёрное море»       | «Таврия В»          | 8                     | 419 (7,5)                    |
| 2015/16 | «Чёрное море»       | «Экспресс-Мед»      | «Глория»            | 7                     | 377 (8,9)                    |

| Сезон   | Чемпион             | 2 место           | 3 место             | Количество участников | Результативность (в среднем) |
| ------- | ------------------- | ----------------- | ------------------- | --------------------- | ---------------------------- |
| 2000/01 | «Ришелье»           | «Инстрой»         | «Динамо»            | 4                     | 260 (10,8)                   |
| 2001/02 | «Ришелье»           | «Локомотив»       | «Инстрой»           | 7                     | 256 (6,1)                    |
| 2002/03 | «Ришелье»           | «Инстрой»         | «Локомотив»         | 7                     |                              |
| 2003/04 | «Инстрой»           | «Ришелье»         | ИРИК                | 6                     | 201 (6,7)                    |
| 2004/05 | «Ришелье»           | «Укрпочта-Одесса» | «Инстрой»           | 10                    | 586 (6,5)                    |
| 2005/06 | «Ришелье»           | «Инстрой»         | «Монолит» Ильичёвск | 10                    | 596 (6,6)                    |
| 2006/07 | «Монолит» Ильичёвск | «Ришелье»         | «Динамо»            | 10                    | 694 (7,7)                    |
| 2007/08 | «Хлебодар» Ивановка | «Ришелье»         | «Динамо»            | 10                    | 663 (7,4)                    |
| 2008/09 | «Ришелье»           | «Отрада»          | «Динамо»            | 9                     | 495 (6,9)                    |
| 2009/10 | «Чёрное море»       | «Динамо»          | «Ришелье»           | 12                    | 671 (7,0)                    |
| 2010/11 | «Ришелье»           | «Чёрное море»     | «Таврия В»          | 12                    | 553 (5,8)                    |
| 2011/12 | «Ришелье»           | «Чёрное море»     | «Таврия В»          | 11                    | 578 (5,3)                    |
| 2012/13 | «Ришелье»           | «Чёрное море»     | «Таврия В»          | 9                     | 422 (5,9)                    |
| 2013/14 | «Чёрное море»       | «Таврия В»        | «Соборка»           | 7                     | 261 (6,2)                    |
| 2014/15 | «Чёрное море»       | «Таврия В»        | «Ника»              | 7                     | 241 (5,7)                    |
| 2015/16 | «Чёрное море»       | «Таврия В»        | «Ника»              | 5                     | 119 (5,9)                    |

| Сезон   | Чемпион       | 2 место    | 3 место       | Количество участников | Результативность (в среднем) |
| ------- | ------------- | ---------- | ------------- | --------------------- | ---------------------------- |
| 2008/09 | «Ришелье»     | «Динамо»   | «Дзержинец»   | 7                     | 193 (9,2)                    |
| 2009/10 | «Ришелье»     | «Инстрой»  | «Ланжерон»    | 8                     | 191 (6,8)                    |
| 2010/11 | «Ришелье»     | «Отрада»   | «Нептун»      | 8                     | 337 (6,0)                    |
| 2012/13 | «Ришелье»     | «Пальмира» | «Чёрное море» | 7                     | 117 (5,6)                    |
| 2013/14 | «Чёрное море» | «Отрада»   | АФ «Кодыма»   | 6                     | 178 (5,9)                    |
| 2014/15 | «Чёрное море» | «Ришелье»  | «Соборка»     | 8                     | 321 (5,7)                    |
| 2015/16 | «Чёрное море» | «Отрада»   | «Ришелье»     | 8                     | 334 (5,9)                    |
| 2016/17 | «Чёрное море» | «Отрада-2» | «Соборка»     | 8                     | 344 (6,1)                    |
| 2017/18 | «Чёрное море» | «Соборка»  | «Отрада»      | 11                    | 360 (6,6)                    |

| Сезон   | Чемпион   | 2 место  | 3 место       | Количество участников | Результативность (в среднем) |
| ------- | --------- | -------- | ------------- | --------------------- | ---------------------------- |
| 2016/17 | «Отрада»  | «Мечта»  | «Чёрное море» | 7                     | 111 (5,3)                    |
| 2017/18 | «Соборка» | «Нептун» | «Чёрное море» | 6                     | 76 (5,1)                     |
| 2018/19 | «Ришелье» | «Отрада» | «Соборка»     | 7                     | 182 (4,3)                    |

| Сезон   | Чемпион   | 2 место | 3 место | Количество участников | Результативность (в среднем) |
| ------- | --------- | ------- | ------- | --------------------- | ---------------------------- |
| 2019/20 | «Ришелье» | «Мечта» | «Афина» | 5                     | 54 (3,9)                     |

### Кубок области
Первый по значимости кубковый турнир Одесской области учреждён в 1996 году Комитетом мини-футбола областной федерации футбола (ныне проводится Ассоциацией мини-футбола Одесской области). Первым обладателем трофея стал «Локомотив-2», первая команда которого в те годы блистала в чемпионате страны. В финале резервисты «железнодорожников» легко расправились с южненским «Портовиком», разгромив соперника с рекордным по сей день счётом 9:2. В остальных кубковых финалах, за исключением сезона-2004/05, когда «Глория» со счётом" 9:3 разгромила тех же южненцев, предсказать победителя было сложно. В 2001 году розыгрыш Кубка области не проводился, а в 2003-м эти соревнования организовывала областная федерация футбола.
| Сезон   | Победитель                      | Финалист                    | Счёт | Дата       | Место проведения               | Количество зрителей |
| ------- | ------------------------------- | --------------------------- | ---- | ---------- | ------------------------------ | ------------------- |
| 1996/97 | «Локомотив-2» Одесса            | «Портовик» Южный            | 9:2  | 08.04.1997 | Одесса. УСЗ «Краян»            | 150                 |
| 1997/98 | «Энергия» Одесса                | «Кондор» Рени               | 3:2  | 01.03.1998 | Ильичёвск. ДС «Юность»         | 200                 |
| 1998/99 | «Энергия» Одесса                | «Дорожник» Одесса           | 6:3  | 07.03.1999 | Одесса. Спорткомплекс СКА      | 75                  |
| 1999/00 | «Престиж» Южный                 | «Энергия» Одесса            | 7:5  | 25.03.2000 | Ильичёвск. ДС «Юность»         | 500                 |
| 2001/02 | ОТС Одесса                      | «Энергия» Одесса            | 5:2  | 14.04.2002 | Одесса. УСЗ «Краян»            | 75                  |
| 2003    | «ЛУКойл» Одесса                 | «Промрынок 7 км» Одесса     | 8:5  | 22.11.2003 | Одесса. Спорткомплекс СКА      | 200                 |
| 2003/04 | «Александр» Одесса              | «Промрынок 7 км» Одесса     | 4:2  | 04.04.2004 | Одесса. ДЮСШ-5                 | 150                 |
| 2004/05 | «Глория» Одесса                 | ОПЗ Южный                   | 9:3  | 17.03.2005 | Одесса. Спорткомплекс ОНПУ     | 300                 |
| 2005/06 | «Глория» Одесса                 | «Промрынок 7 км» Одесса     | 3:1  | 21.05.2006 | Одесса. Спорткомплекс СКА      | 200                 |
| 2006/07 | «Глория» Одесса                 | «Промрынок 7 км» Одесса     | 4:3  | 02.05.2007 | Одесса. Спорткомплекс СКА      | 50                  |
| 2007/08 | «Портовик-Сервис» Ильичёвск     | «Промрынок 7 км» Одесса     | 4:1  | 30.03.2008 | Одесса. Спорткомплекс СКА      | 300                 |
| 2008/09 | «Портовик-Сервис» Ильичёвск     | «Виктория» Яковлевка        | 7:4  | 05.04.2009 | Ильичёвск. ДС «Юность»         | 300                 |
| 2009/10 | «Промрынок 7 км» Одесса         | «Портовик-Сервис» Ильичёвск | 4:1  | 04.05.2010 | Ильичёвск. ДС «Юность»         | 150                 |
| 2010/11 | «Карбамид-ОПЗ» Южный            | «Агросвет» Любашёвка        | 6:3  | 02.04.2011 | Южный. СК «Портовик»           | 150                 |
| 2011/12 | «Спартак» Раздельная            | «Карбамид-ОПЗ» Южный        | 10:8 | 08.04.2012 | Раздельная. Гимназия №2        | 400                 |
| 2012/13 | Сб. Овидиопольского р-на        | «Карбамид-ОПЗ» Южный        | 7:6  | 06.04.2013 | Южный. СК «Портовик»           | 150                 |
| 2013/14 | «Агропивдень» Коминтерновское   | СК «Кодыма»                 | 4:3  | 06.04.2014 | Одесса. Спорткомплекс ОНПУ     | 100                 |
| 2014/15 | «Спартак» Раздельная            | СК «Кодыма»                 | 4:3  | 14.03.2015 | Овидиополь. ДС им. В.И. Дукова | 200                 |
| 2015/16 | «Спартак» Раздельная            | «Олимп» Кирнички            | 10:7 | 14.03.2015 | Раздельная. НВК №1             | 200                 |
| 2016/17 | «Днестр» Овидиополь             | «Империя холода» Подольск   | 7:3  | 02.04.2017 | Раздельная. НВК №1             | 200                 |
| 2017/18 | «Черноморская Ривьера» Фонтанка | «Спартак» Раздельная        | 5:3  | 31.03.2018 | Раздельная. НВК №1             | 180                 |
| 2018/19 | «Чайка» Холодная Балка          | Сб. Раздельнянского р-на    | 3:2  | 23.03.2019 | Раздельная. НВК №1             | 100                 |

### Кубок Вызова
Учреждён в 2006 году Ассоциацией мини-футбола Одесской области. Розыгрыш состоит из одного матча, в котором встречаются чемпион и обладатель Кубка области. В случае, если победителями этих соревнований становится одна и та же команда — матч на Кубок Вызова не проводится. Первая игра состоялась была проведена в память о трагически погибшем игроке юношеской сборной Украины и на тот момент одесских «Локомотива» и «Глории» — Александре Козаченко. Кубковый трофей капитаны команд «Глории» и «Промрынка 7 км» вручили матери погибшего футзалиста. Фамилия Козаченко по инициативе руководства и игроков «Глории» была внесена в официальный протокол матча.
| Год  | Победитель                  | Финалист                 | Счёт         | Дата       | Место проведения               | Количество зрителей |
| ---- | --------------------------- | ------------------------ | ------------ | ---------- | ------------------------------ | ------------------- |
| 2006 | «Промрынок 7 км» Одесса     | «Глория» Одесса          | 3:3 пен. 4:2 | 07.12.2006 | Одесса. Спорткомплекс СКА      | 60                  |
| 2008 | «Портовик-Сервис» Ильичёвск | Сб. Овидиопольского р-на | 13:2         | 08.11.2008 | Одесса. Спорткомплекс СКА      | 50                  |
| 2009 | «Портовик-Сервис» Ильичёвск | Сб. Овидиопольского р-на | 10:0         | 26.12.2009 | Ильичёвск. ДС «Юность»         | 100                 |
| 2011 | «Прогресс» Коминтерновское  | «Карбамид-ОПЗ» Южный     | 9:5          | 27.11.2011 | Южный. СК «Портовик»           | 350                 |
| 2013 | Сб. Овидиопольского р-на    | «Карбамид-ОПЗ» Южный     | 14:4         | 30.11.2013 | Овидиополь. ДС им. В.И. Дукова | 100                 |

### Кубок Одессы
Учреждён комитетом мини-футбола городской федерации футбола в 1998 году. С 2001 года проводится в память о трагически погибшем преподавателе кафедры физического воспитания Одесского государственного экологического университета, энтузиасте футбола Евгение Полихуне. В том же 2001 году было проведено два кубковых розыгрыша: первый — весной — на финише сезона-2000/01, второй — осенью — на старте сезона-2001/02.
| Сезон   | Победитель            | Финалист              | Счёт         | Дата       | Место проведения           | Количество зрителей |
| ------- | --------------------- | --------------------- | ------------ | ---------- | -------------------------- | ------------------- |
| 1998/99 | «Энергия»             | «Сигнал»              | 4:0          | 22.11.1998 | Одесса. Спорткомплекс СКА  | 50                  |
| 1999/00 | «Виктория»            | «Динамо»              | 4:3          | 05.12.1999 | Одесса. Спорткомплекс СКА  | 300                 |
| 2000/01 | «Атлетик»             | СКА-ВМСУ              | 6:4          | 31.08.2001 | Одесса. Спорткомплекс ОГМИ | 50                  |
| 2001/02 | ОТС                   | «Атлетик»             | 3:3 пен. 4:3 | 25.11.2001 | Одесса. Спорткомплекс СКА  | 200                 |
| 2002/03 | «Атлетик»             | «Энегрия»             | 4:3          | 01.09.2002 | Одесса. Спорткомплекс СКА  | 200                 |
| 2003/04 | «Союз-Мет»            | «Соборка»             | 1:0          | 03.09.2004 | Одесса. УСЗ «Краян»        | 100                 |
| 2004/05 | «Дежавю»              | «Промрынок 7 км»      | 4:2          | 14.08.2004 | Одесса. Спорткомплекс СКА  | 50                  |
| 2005/06 | «Торнадо»             | ОТЭ                   | 1:1 пен. 5:4 | 05.10.2005 | Одесса. УСЗ «Краян»        | 50                  |
| 2006/07 | «Маррион»             | ОТЭ                   | 9:5          | 17.09.2006 | Одесса. УСЗ «Краян»        | 100                 |
| 2007/08 | «Промрынок 7 км»      | «Элефант»             | 5:2          | 24.09.2007 | Одесса. УСЗ «Краян»        | 100                 |
| 2008/09 | «Глобус»              | «Ника»                | 5:2          | 10.05.2009 | Одесса. Спорткомплекс СКА  | 200                 |
| 2009/10 | ТГО                   | ПСВ                   | 2:1          | 29.08.2010 | Одесса. Спорткомплекс СКА  | 50                  |
| 2010/11 | ТГО                   | «Uni-Laman Group»     | 4:4 пен. 4:3 | 10.04.2011 | Одесса. Спорткомплекс СКА  | 200                 |
| 2011/12 | «Элефант-Юг»          | «Uni-Laman Group»     | 1:0          | 04.03.2012 | Одесса. Спорткомплекс СКА  | 250                 |
| 2012/13 | «Чёрное море»         | «Элефант-Юг»          | 8:2          | 28.04.2013 | Одесса. Спорткомплекс СКА  | 60                  |
| 2013/14 | МКВ                   | ТГО                   | 2:1          | 20.05.2014 | Одесса. Спорткомплекс СКА  | 220                 |
| 2014/15 | «Uni-Laman Group»     | МКВ                   | 5:5 пен. 4:3 | 31.05.2015 | Одесса. Спорткомплекс СКА  | 300                 |
| 2015/16 | «Чёрное море»         | «Эпицентр К Авангард» | 2:0          | 03.04.2016 | Одесса. Спорткомплекс СКА  | 200                 |
| 2016/17 | МКВ                   | «Чёрное море»         | 3:2          | 25.06.2017 | Одесса. Спорткомплекс СКА  | 300                 |
| 2017/18 | «Эпицентр К Авангард» | ПСВ                   | 5:3          | 14.05.2018 | Одесса. Спорткомплекс СКА  | 250                 |
| 2018/19 | СКА                   | ПСВ                   | 4:1          | 11.05.2019 | Одесса. Спорткомплекс СКА  | 100                 |

### Суперкубок Одессы
Разыгрывается с 2004 года и состоит из одного матча (участие в нём принимают чемпион и обладатель Кубка Одессы). Исключение составили премьерный турнир 2004 года и розыгрыш 2005 года, в которых принимали участие по четыре команды — по два лучших представителя от чемпионата города и турнира команд Бизнес-лиги. В 2009 году Суперкубок проводился в память о трагически погибшем арбитре из Ильичёвска Александре Сипрашвили.
| Сезон   | Победитель        | Финалист        | Счёт         | Дата       | Место проведения           | Количество зрителей |
| ------- | ----------------- | --------------- | ------------ | ---------- | -------------------------- | ------------------- |
| 2003/04 | ОТЭ               | «Элефант-Мобил» | 4:1          | 13.05.2004 | Одесса. УСЗ «Краян»        | 150                 |
| 2004/05 | «Ника»            | «Элефант-Мобил» | 3:1          | 19.05.2005 | Одесса. Спорткомплекс ОНПУ |                     |
| 2006/07 | «Глория»          | «Маррион»       | 5:3          | 11.01.2007 | Одесса. Спорткомплекс ОНПУ | 100                 |
| 2007/08 | «Промрынок 7 км»  | «Глория»        | 1:1 пен. 4:2 | 27.12.2007 | Одесса. Спорткомплекс ОНПУ | 30                  |
| 2008/09 | «Промрынок 7 км»  | «Глобус»        | 2:0          | 16.05.2009 | Одесса. Спорткомплекс СКА  | 180                 |
| 2014/15 | «Uni-Laman Group» | «Деливери»      | 3:2          | 13.10.2015 | Одесса. Спорткомплекс СКА  | 250                 |
| 2015/16 | «Чёрное море»     | МКВ             | 3:3 пен. 2:0 | 23.10.2016 | Одесса. Спорткомплекс СКА  | 100                 |
| 2016/17 | МКВ               | «Чёрное море»   | 3:2          | 25.10.2017 | Одесса. Спорткомплекс СКА  | 300                 |